# Юн Пак
У цьому корейському імені прізвище (Юн) стоїть перед особовим ім'ям.
Юн Пак (кор. 윤박, 尹博, нар. 18 листопада 1987, Сеул, Південна Корея) — південнокорейський актор та музикант. Він був барабанщиком у гурті «Can't Play Well». Пак знявся в таких фільмах як «Суп» та «Блазень: Гра тих, хто робить зміни», а також мав головні ролі у таких серіалах як «Що трапилося з моєю родиною?», «Квітка королеви», «Будь ласка, поверністься, пане», «Босс інтроверт» тощо. Крім того, він грав у таких п'єсах як «Наруга над публікою», «Брати Манвондону» та «Три дні дощу».

## Кар'єра
Пак розпочав свою розважальну кар'єру як барабанщик гурту Can't Play Well (кор. 못 노는 애들), який отримав Бронзовий приз на 34-му Музичному університетському фестивалі MBC у 2010 році. А його акторська кар'єра розпочалася з ролі себе у 9 серійному ситкомі «Читай по губах» каналу MBC every1, який виходив з лютого по березень 2012 року. Пізніше того року Пак зіграє в кількох серіалах, таких як «Дорога ти», «Скляна маска» та «Чи ви знаєте тхеквондо?».
У травні 2013 році було повідомлено, що Пак знявся в першому своєму фільму під назвою «Ніжний хрускіт». У липні 2013 він отримав першу головну роль на малому екрані у серіалі «Проблеми підліткового віку» каналу KBS2. Тоді ж в нього закінчився контракт з агентством SM Entertainment і він приєднався до JYP Entertainment.
У 2014 році Пак вперше отримує головну роль на великому екрані у фільмі «Романтика в Сеулі». Тоді ж він зіграв роль у серіалі «Що трапилося з моєю родиною?» каналу KBS2. Крім того, у тому році відбувається дебют актора в театрі у п'єсі «Наруга над публікою».
У 2015 році Пак грає головну роль у серіалі «Квітка королеви» каналу MBC, за яку отримав номінації на Премія MBC драма 2015 у категоріях «Найкращий новий актор у спеціальнозапланованій драмі» та «Найкраща пара» разом із Лі Сон Ґьон.
У 2016 році Пак отримує головну роль у п'єсі «Брати Манвондону», де зіграв О Йон Джуна. Тоді ж він бере участь у розважальній програмі «Закон джунглів» каналу SBS. Пізніше Пак отримує головну роль у серіалі «Будь ласка, поверністься, пане» каналу SBS, за яку він був номінований на Премії SBS драма.
У червні 2021 року Пак підписав контракт з новим агентством H&Entertainment.

## Особисте життя
3 травня 2023 року Пак написав листа, в якому оголосив про своє одруження, і опублікував його у своїх акаунтах у соціальних мережах. Наречена Пака — модель Кім Су Бін, 2 вересня вони проведуть весільну церемонію.

## Фільмографія

### Фільми
| Рік  | Назва                                | Роль          | Замітки        | Прим.         |
| ---- | ------------------------------------ | ------------- | -------------- | ------------- |
| 2013 | «Ніжний хрускіт»                     | Сан Йоп       | Короткий фільм | [ 8 ]         |
| 2013 | «Психометрія»                        | Поганий учень |                |               |
| 2014 | «Романтика в Сеулі»                  | Сан Вон       |                | [ 21 ] [ 11 ] |
| 2018 | «Суп»                                | Че Ґу         |                | [ 22 ] [ 23 ] |
| 2019 | «Блазень: Гра тих, хто робить зміни» | Чін Сан       |                | [ 24 ]        |
| 2023 | «Ластівка»                           | Со Чін У      |                | [ 25 ] [ 26 ] |

### Телесеріали
| Рік       | Назва                                   | Роль                                | Замітки          | Мережа     | Прим.         |
| --------- | --------------------------------------- | ----------------------------------- | ---------------- | ---------- | ------------- |
| 2012      | «Читай по губах»                        | Юн Пак                              |                  | MBC every1 | [ 4 ]         |
| 2012      | «Дорога ти»                             | Пак Хо Ґі                           |                  | JTBC       | [ 5 ]         |
| 2012      | «Скляна маска»                          | Кан Ґон                             |                  | tvN        | [ 6 ]         |
| 2012      | «Чи ви знаєте тхеквондо?»               | Сок Хо                              |                  | KBS2       | [ 7 ]         |
| 2013      | «Проблеми підліткового віку»            | Лі Вон Іль                          |                  | KBS2       | [ 9 ]         |
| 2013      | «Хороший лікар»                         | У Іль Кю                            |                  | KBS2       | [ 27 ]        |
| 2013      | «Трохи кохання ніколи не зашкодить»     | Кім Чун Сон                         |                  | MBC        | [ 28 ]        |
| 2014      | «Що трапилося з моєю родиною?»          | Чха Кан Дже                         |                  | KBS2       | [ 29 ] [ 12 ] |
| 2014      | «Відкриття кохання»                     | Н/Д                                 | Камео (серія 2)  | KBS2       |               |
| 2014      | «Скидання»                              | Кім Ін Сок                          | Камео (серія 1)  | OCN        | [ 30 ]        |
| 2015      | «Квітка королеви»                       | Пак Че Джун                         |                  | MBC        | [ 31 ] [ 14 ] |
| 2016      | «Будь ласка, поверністься, пане»        | Чон Чі Хун                          |                  | SBS        | [ 17 ]        |
| 2016      | «Привіт, мої двадцять років!»           | Пак Че Вон                          | Сезон 1          | JTBC       | [ 32 ]        |
| 2016      | «Нестримно закохані»                    | Со Юн Ху                            | Камео (серія 12) | KBS2       | [ 33 ]        |
| 2017      | «Босс інтроверт»                        | Кан У Іль                           |                  | tvN        | [ 34 ] [ 35 ] |
| 2017      | «Привіт, мої двадцять років! 2»         | Пак Че Вон                          | Камео (серія 14) | JTBC       | [ 36 ]        |
| 2017      | «Пакунок»                               | Юн Су Су                            |                  | JTBC       | [ 37 ] [ 38 ] |
| 2018      | «Радіо „Романтика“»                     | Лі Кан                              |                  | KBS2       | [ 39 ]        |
| 2018      | «Тунець і дельфін»                      | Хан У                               | одноактна драма  | KBS2       | [ 40 ] [ 41 ] |
| 2018      | «Кімната №9»                            | Чху Йон Бе                          | Камео            | tvN        | [ 42 ]        |
| 2019      | «Юридична сутичка»                      | Кан Кі Сок                          |                  | JTBC       | [ 43 ]        |
| 2019      | «Коронований паяц»                      | Лорд Кісин                          | Камео (серія 16) | tvN        | [ 44 ]        |
| 2019–2020 | «Прекрасне кохання, чудове життя»       | Мун Тхе Ран                         |                  | KBS2       | [ 45 ]        |
| 2020      | «Ітхевон клас»                          | Кім Сон Хьон                        | Камео (серія 3)  | JTBC       | [ 46 ]        |
| 2020      | «Загадковий бар»                        | актор у фільмі «Коханці з подагрою» | Камео (серія 6)  | JTBC       | [ 47 ]        |
| 2020      | «Пошук»                                 | Сон Мін Ґю                          |                  | OCN        | [ 48 ] [ 49 ] |
| 2020      | «Центр піклування за народжуваністю»    | Кім То Юн                           |                  | tvN        | [ 50 ]        |
| 2021      | «Ти моя весна»                          | Чхе Джун / Доктор Ян Чейз           |                  | tvN        | [ 51 ]        |
| 2022      | «Прогноз погоди й кохання»              | Хан Кі Чун                          |                  | JTBC       | [ 52 ]        |
| 2022      | «Gaus Electronics»                      | Менеджер Пе Су Джін                 | Особлива поява   | ENA        | [ 53 ]        |
| 2022      | «Будь ласка, відправте фанатський лист» | Пан Чон Сок                         |                  | MBC        | [ 54 ]        |
| 2023      | «Чудовий обман»                         | Ко Йо Хан                           |                  | tvN        | [ 55 ]        |
| 2023      | «Лікар Сламп»                           | Пін Те Йон                          |                  | JTBC       | [ 56 ]        |

### Вебсеріали
| Рік  | Назва                         | Роль                 | Замітки | Мережа     | Прим.  |
| ---- | ----------------------------- | -------------------- | ------- | ---------- | ------ |
| 2014 | «Кокетливі хлопець і дівчина» | Чоловік № 6, плейбой |         | Daum tvPot | [ 57 ] |
| 2015 | «Лихоманка лілії»             | Ку Нам               |         | Naver TV   | [ 58 ] |
| 2016 | «Палке бажання»               | Юн Пак               | Сезон 2 | Naver TV   | [ 59 ] |
| 2017 | «Школа магії»                 | Джей                 |         | JTBC       | [ 60 ] |

### Телевізійні шоу
| Рік  | Назва                         | Роль                       | Замітки                                             | Мережа | Прим.  |
| ---- | ----------------------------- | -------------------------- | --------------------------------------------------- | ------ | ------ |
| 2015 | «Радіозірка»                  | Учасник акторського складу | Спеціальний блок «Гарячі люди! Розважальний човняр» | MBC    | [ 61 ] |
| 2016 | «Батько і я»                  | Учасник акторського складу |                                                     | tvN    | [ 62 ] |
| 2016 | «Закон джунглів»              | Учасник акторського складу | Серії 220—224                                       | SBS    | [ 63 ] |
| 2017 | «Бойовий похід»               | Конкурсант                 | з Хон Сок Чхоном; серії 54–55                       | KBS2   | [ 64 ] |
| 2019 | «Закон джунглів»              | Учасник акторського складу | Серії 358—360                                       | SBS    | [ 65 ] |
| 2021 | «Увімкнено та вимкнено»       | Учасник акторського складу |                                                     | tvN    | [ 66 ] |
| 2022 | «Велике сеульське вторгнення» | Ведучий                    |                                                     | Mnet   | [ 67 ] |

### Радіопередачі
| Рік  | Назва                                            | Роль               | Мережа   | Прим.  |
| ---- | ------------------------------------------------ | ------------------ | -------- | ------ |
| 2022 | «Побачення о другій годині з Муджі та Ан Йон Мі» | Спеціальний діджей | MBC FM4U | [ 68 ] |

### Музичні відео
| Рік  | Назва пісні                              | Виконавець                       |
| ---- | ---------------------------------------- | -------------------------------- |
| 2009 | «Second Impression (First Impression 2)» | Jiggy Fellaz feat. Vasco & Marco |
| 2010 | «Tonight, I'm Afraid of the Dark»        | 10cm                             |
| 2014 | «Full Moon»                              | Сонмі                            |
| 2014 | «Over the Destiny»                       | 2AM                              |
| 2020 | «I Need You»                             | Пек А Йон                        |

## Театр
| Рік  | Назва                 | Роль       | Прим.  |
| ---- | --------------------- | ---------- | ------ |
| 2014 | «Наруга над публікою» |            | [ 13 ] |
| 2016 | «Брати Манвондону»    | О Йон Джун | [ 15 ] |
| 2017 | «Три дні дощу»        | Волкер/Нед | [ 69 ] |

## Нагороди та номінації
| Церемонія нагородження |      | Категорія                                                                       | Номінант / Робота                                                | Результат | Прим.         |
| ---------------------- | ---- | ------------------------------------------------------------------------------- | ---------------------------------------------------------------- | --------- | ------------- |
| Премія «Зірок МААТР»   | 2021 | Нагорода за майстерність, Найкращий актор довготривалої драми                   | «Прекрасне кохання, чудове життя»                                | Номінація | [ 70 ] [ 71 ] |
| Премія KBS драма       | 2018 | Нагорода за майстерність, Найкращий актор одноактної/спеціальної/короткої драми | «Тунець і дельфін»                                               | Перемога  | [ 72 ]        |
| Премія KBS драма       | 2019 | Нагорода за майстерність, Найкращий актор довготривалої драми                   | «Прекрасне кохання, чудове життя»                                | Номінація |               |
| Премія KBS драма       | 2019 | Найкраща пара                                                                   | Юн Пак (з Чо Юн Хі) («Прекрасне кохання, чудове життя»)          | Номінація |               |
| Премія MBC драма       | 2015 | Найкращий новий актор у спеціальнозапланованій драмі                            | «Квітка королеви»                                                | Номінація |               |
| Премія MBC драма       | 2015 | Найкраща пара                                                                   | Юн Пак (з Лі Сон Ґьон) («Квітка королеви»)                       | Номінація |               |
| Премія MBC драма       | 2022 | Нагорода за високу майстерність, Найкращий актор щоденної драми/короткої драми  | «Будь ласка, відправте фанатський лист»                          | Номінація | [ 73 ]        |
| Премія MBC драма       | 2022 | Найкраща пара                                                                   | Юн Пак (з Чхве Су Йон) («Будь ласка, відправте фанатський лист») | Номінація | [ 74 ]        |
| Розважальна премія MBC | 2015 | Найкращий новий учасник музичного/ток-шоу                                       | «Радіозірка»                                                     | Номінація |               |
| Премія SBS драма       | 2016 | Нагорода за особливу акторську гру (актори) у категорії Фентезійна драма        | «Будь ласка, поверністься, пане»                                 | Номінація |               |